# Vendel (Ille-et-Vilaine)
Vendel korábbi község Franciaországban, Ille-et-Vilaine megyében. Lakosainak száma 396 fő (2018. január 1.). Vendel Billé, La Chapelle-Saint-Aubert, Saint-Georges-de-Chesné és Saint-Jean-sur-Couesnon községekkel határos.
2019. január 1-jén további három korábbi községgel egyesült és az így létrejött Rives-du-Couesnon új község része lett.

## Népesség
A település népessége az elmúlt években az alábbi módon változott:
| Lakosok száma | 344  | 325  | 300  | 339  | 412  | 415  | 395  | 393  | 393  | 396  |
|               | 1968 | 1975 | 1982 | 1999 | 2006 | 2011 | 2013 | 2016 | 2017 | 2018 |